# Oskar Merikanto

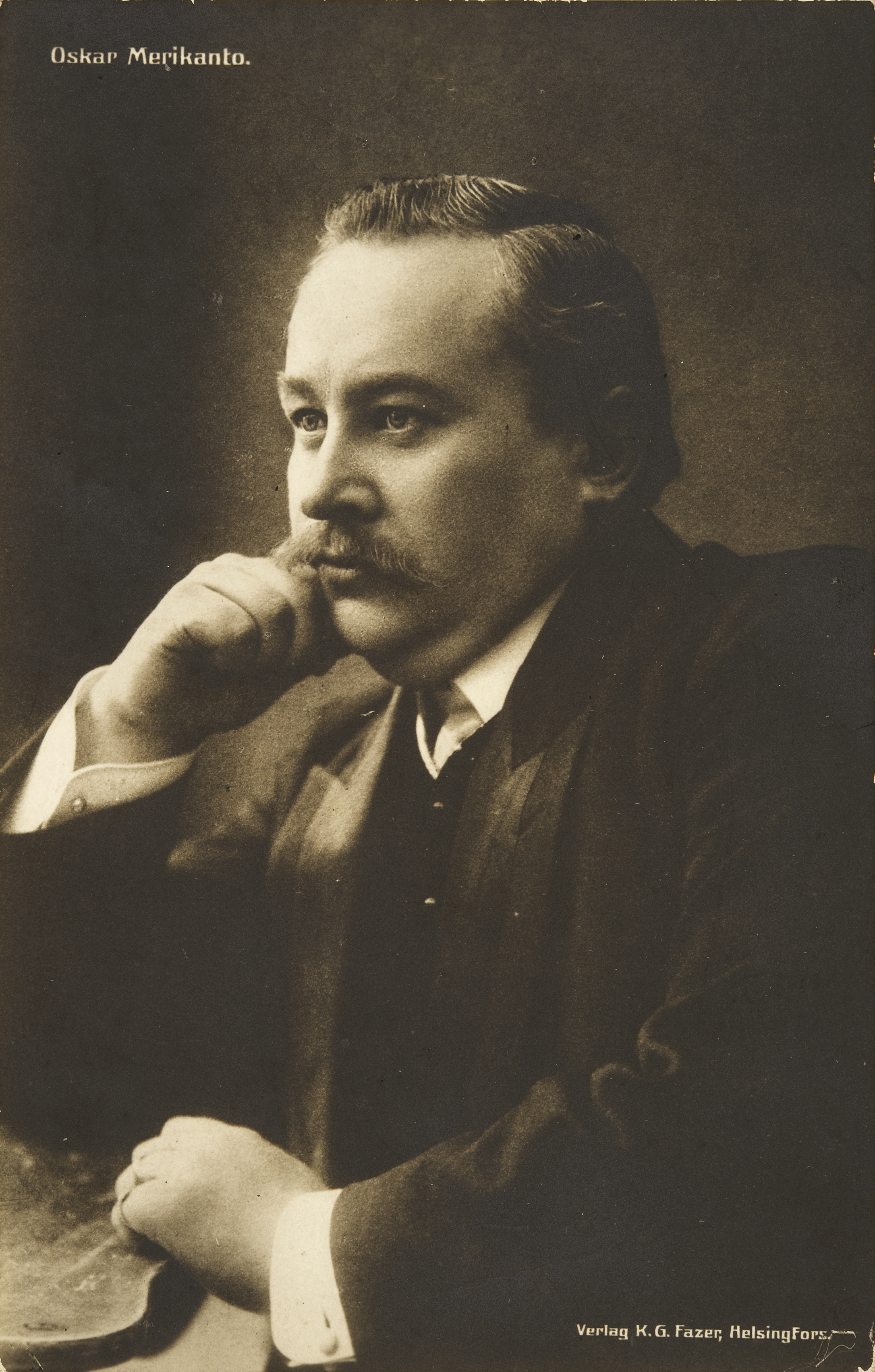
Oskar Merikanto

Frans Oskar Merikanto, född 5 augusti 1868 i Helsingfors, död 17 februari 1924 i Hausjärvi, var en finländsk tonsättare och organist. Fadern Frank Mattsson förfinskade familjens namn till Merikanto år 1882. Han var far till Aarre Merikanto.

## Biografi
Merikanto började tidigt studera musik och spelade som konserterande organist. Han studerade efter 1887 musik i Leipzig och Berlin, och anställdes vid Johanneskyrkan i Helsingfors. Han var även dirigent vid den Inhemska operan. Han gjorde i början av 1900-talet en stor insats för att operor skulle uppföras mer i Finland. Hans opera Pohjan neiti (Nordens dotter) från 1899 var den första opera som skrevs på finska. Hans sångkompositioner är ofta enkla, folkliga och melodiska, med en virtuost behandlad pianostämma. Han har bearbetat flera finska folkvisor samt särskilda betydande orgelpedagogiska verk och har verkat som musikkritiker vid tidningen Helsingin Sanomat. Oskar Merikanto har också tonsatt flera andliga sånger, däribland Säg minnes du psalmen vi sjöngo? med text av Eino Leino. En sång som flera storsångare sjungit på konserter och skiva bl.a. den svenske kyrkosångaren Einar Ekberg. I egenskap av pianist gjorde Merikanto ett flertal skivinspelningar med artister som Eino Rautavaara, Alarik Uggla, Abraham Ojanperä och Wäinö Sola.
Merikantos musik och sånger har framförts av ett otal artister genom tiderna, däribland Pia Ravenna, Emil Svartström, Pasi Jääskeläinen, Emil Kauppi, Adolf Niska, Erik Cronvall och Hanna Granfelt. I Sverige är hans mest kända komposition Folkvisa, bättre känd som Där björkarna susa, som har legat på Svensktoppen i två omgångar. Första gången som en inspelning av Jailbird Singers, vilken låg på listan i 21 veckor under perioden 30 januari-19 juni 1965, med en andraplats som högsta placering. Den andra gången som en inspelning av Hootenanny Singers, vilken låg på listan i fem veckor under perioden 31 december 1972–28 januari 1973, med tredjeplats som högsta placering.
Oskar Merikanto ligger begravd på Sandudds begravningsplats. Den 6 maj 1928 avtäcktes en minnesvård över Merikanto vid hans gravplats. Vården utfördes av den finske skulptören Yrjö Liipola.

## Kompositioner i urval
- Folkvisa (Där björkarna susa), texten av Viktor Sund – vanligt bröllopsmusikstycke
- Pohjan neiti ('Nordens dotter', 1899) – opera
- Valse lente – piano & fiol (vals)
- Färdemannens psalm
- Säg minnes du psalmen vi sjöngo, med text av Eino Leino
- Pai, pai paitaressu (tillägnad Naëmi Ingman-Starck)
- Soi vienosti murheeni soitto
- Itkevä huilu
- Tuulan tei
- Kymmenen virran maa
- Reppurin laulu
- Vallinkorvan laulu